# 罗老运载火箭
罗老号（：／，Naro-1/2/3）又名KSLV-I（Korea Space Launch Vehicle-I），為韩国第一种运载火箭。因在韩国南部全罗南道高兴郡外罗老岛罗老宇宙中心发射而得名。

## 概述
罗老号为两级火箭，第一级由俄罗斯赫鲁尼切夫国家航天研究和生产中心制造，推力170吨。第二级火箭为固态燃料火箭，由韩国制造，推力8吨。火箭总重140吨，长33米，直径2.9米。
卫星部分和发射设备由中国供应商生产。

## 历史
1992年，韩国研发并通过海外发射场发射了数枚火箭，如KSR-1和KSR-2探空火箭。2000年，韩国在俄罗斯帮助下开始建造罗老宇宙中心，该发射场位于高兴郡，离首尔485公里。2002年11月28日，发射场成功发射了重6吨的液体探空火箭KSR-3。同年，韩国宣布将在KSR-3基础上研发一种卫星运载器，2005年前完成。运载火箭将全部采用本土技术，采用KSR-3的122吨煤油液氧发动机。2005年，当局宣布第一级采用俄罗斯的RD-151发动机。发动机项目也随着俄罗斯的安加拉运载火箭一起因资金短缺而一再拖延。
2004年10月26日，韩国代表团访问赫鲁尼切夫国家航天研究和生产中心时，双方签署协议，共同建造发射小型运载火箭的发射场。协议还规定俄方制造火箭第一级，韩方制造火箭第二级。而韩国方面为了签署这份协议而加入了导弹及其技术控制制度。俄羅斯太空總署审核全部文档和协议并批准。从2002年计划启动到2008年10月罗老号最终出现在罗老宇宙中心，韩国已耗费约5000亿韩元（4.88亿美元）的經費。该火箭原定于2007年10月发射，但由于技术原因10度推迟发射。

### 第一次發射

外形圖

罗老号于当地时间2009年8月25日下午5时（北京时间下午4时）发射升空。但“罗老”号的二次分离晚于预定设计，未能将搭载的科学技术卫星送入预定轨道。发射约70分钟后，韩国当局宣布火箭未能进入预定轨道，发射“部分失败”。韩国自主研发的第二级推进火箭发生故障，卫星整流罩未能张开，导致整体质量过大坠回地球。该火箭搭载的卫星残骸已在澳大利亚北部城市达尔文的郊外被发现。

### 第二次發射
罗老号于当地时间2010年6月10日下午5时01分（北京时间下午4时01分）再次发射。火箭在飞到70千米高空后和地面失去联系，随后证实火箭在该高度脱离轨道坠毁。这是罗老号第二次发射失败。韩国方面宣布将继续发射，直到成功为止。
由于发射失败的原因是发射后第137秒运载火箭发生爆炸坠毁，而这正好发生在俄罗斯专家研制的一级液体发动机工作期间，它本应工作232秒。据此韩专家称“火箭爆炸时刻正好是俄专家设计的第一级发动机在工作，事故原因不言而喻”，俄方反驳称“原因可能是韩国制造的第二级发动机提前点火造成的，上次失败的原因就在韩方。”

### 第三次發射
罗老号的第三次发射预计于2012年10月进行。原计划于2012年10月26日下午3时30分至7时第三次发射的“罗老”号火箭，因为26日上午在发射准备过程中出现异常情况，原定于当天进行的发射被延期。之后，“罗老”号定于11月29日下午发射，并在28日进行了发射演练。但在发射前，“罗老”号的发射计划被迫取消。
2013年1月29日，韩国将进行罗老号最终预备发射演练，届时将确定30日是否进行火箭发射。
当地时间1月30日16:00（北京时间15:00），罗老号火箭发射升空。

## 發射記錄
| 發射編號 # | 變種     | 發射日期                                      | 發射地點     | 酬載     | 結果 |
| ---------- | -------- | --------------------------------------------- | ------------ | -------- | ---- |
| 1          | 羅老號-1 | 2009年8月25日 08:00 UTC（17:00 韓國標準時間） | 罗老宇宙中心 | STSAT-2A | 失敗 |
| 2          | 羅老號-1 | 2010年6月10日 08:01 UTC（17:01 韓國標準時間） | 罗老宇宙中心 | STSAT-2B | 失敗 |
| 3          | 罗老号-1 | 2013年1月30日 07:00 UTC（16:00 韓國標準時間） | 罗老宇宙中心 | STSAT-2C | 成功 |

## 可比火箭
- 银河号
- VLS-1